# Спомен-биста Алекси Шантићу у Београду
Спомен-биста Алекси Шантићу је споменик у Београду. Налази се на Калемегдану у општини Стари град.

## Опште карактеристике
Спомен-биста посвећена је Алекси Шантићу, српском песнику и академику. Споменик је постављен 1968. године и рад је српског вајара Александра Зарина.